# Asle Hillestad
Asle Hillestad (Sogndal, 4 marzo 1968) è un ex calciatore norvegese, di ruolo difensore.

## Biografia
È il fratello di Eirik Hillestad, anch'egli calciatore.

## Carriera

### Club
Hillestad giocò con la maglia del Sogndal dal 1985 al 2002, totalizzando 328 presenze in campionato e 53 reti.

### Nazionale
Conta 3 presenze per la Norvegia under 21. Esordì il 2 maggio 1989, nella sconfitta per 1-2 contro la Polonia under 21.